# Wasilij Żukowski
Wasilij Andriejewicz Żukowski, ros. Василий Андреевич Жуковский, (ur. 29 stycznia?/9 lutego 1783 we wsi Miszenskoje w guberni tulskiej, zm. 12 kwietnia?/24 kwietnia 1852 w Baden-Baden) – rosyjski poeta i pisarz, tłumacz dzieł literackich.
Autor słów hymnu Imperium Rosyjskiego „Boże, zachowaj Cara!” (ros. Боже, Царя храни!).
W latach 1797–1800 uczył się w Szlacheckim Pensjonacie przy uniwersytecie w Moskwie. Pasje literackie Żukowskiego formowały się w l. 1797-1801 pod wpływem liberalizmu szlacheckiego w Towarzystwie Literatury, którego był członkiem. W latach 1808–1809 redaktor pisma „Wiestnik Jewropy”. W 1812 brał udział w wojnie z Napoleonem w pospolitym ruszeniu. Z czasu walk z wojskami Napoleona pozostawił wiersze sławiące te czasy. Od 1815 służył na dworze cesarskim, dzięki czemu mógł udzielać pomocy będącym w potrzebie Aleksandrowi Puszkinowi, Michaiłowi Lermontowowi, Aleksandrowi Hercenowi i Tarasowi Szewczence. W latach 1815–1818 aktywny uczestnik grupy literackiej Arzamas. W latach 1818–1839 wychowawca dzieci rodziny cesarskiej. W 1841 po zakończeniu służby na dworze, wyjechał do Niemiec, gdzie spędził resztę życia.
Debiutował poezją w stylu neoklasycyzmu, w 1797 roku opublikowano jego młodzieńczy wiersz pt. Poranek majowy. Za właściwy początek swojej działalności literackiej uważał opublikowaną w 1802 roku elegię pt. Cmentarz wiejski, będącą parafrazą utworu angielskiego pisarza-sentymentalisty Thomasa Graya. Odegrał wybitną rolę w rozwoju poezji rosyjskiej, inspirując wielu pisarzy, w tym Puszkina. Równocześnie uprawiał lirykę sentymentalną i preromantyczną, osadzoną w realiach historycznych. W późniejszych jego utworach dominował rosyjski romantyzm obok liryki psychologiczno-filozoficznej. Czerpał obficie z dorobku romantycznej poezji europejskiej, parafrazując utwory Thomasa Graya i Gottfrieda Augusta Bürgera.
Autor wielu dzieł epickich, m.in. baśni (Śpiąca królewna, 1831) oraz wierszowanych epopei (Więzień Chillonu według Byrona, 1822; Odyseja, 1849; adaptacja eposu staroindyjskiego Mahabharata, wyd. 1858). Polskie wybory, m.in.: Poezje (1952), Baśnie (1961).
W 1829 roku został członkiem honorowym Towarzystwa Warszawskiego Przyjaciół Nauk.